# George Stillman Hillard
George Stillman Hillard (ur. 22 września 1808 zm. 21 stycznia 1879) – amerykański prawnik i autor. Redagował też kilka bostońskich czasopism oraz pisał o literaturze, polityce i podróżach.
Hillard urodził się 22 września 1808 w Machias w stanie Maine i uczył się w Boston Latin School. Po ukończeniu Harvard College w 1828 r., uczył się w Round Hill School w Northampton w stanie Massachusetts, a następnie uczęszczał do Northampton Law School. Ukończył Harvard Law School w 1832 r., a w 1833 r. został przyjęty do adwokatury w Bostonie, gdzie związał się z Charlesem Sumnerem i rozpoczął praktykę prawniczą.

## Biografia
Był demokratą, który sprzeciwiał się niewolnictwu i wspierał Unię podczas wojny secesyjnej. Był członkiem legislatury Massachusetts: Izby Reprezentantów Massachusetts w 1836 roku i Senatu stanu Massachusetts w 1850 roku. Był członkiem konwencji konstytucyjnej Massachusetts z 1853 r., miejskim radcą prawnym w Bostonie od 1854 do 1856  a w latach 1866–70 prokuratorem okręgowym Stanów Zjednoczonych w Massachusetts.
Od 1837 roku Hillard wynajmował pokoje Nathanielowi Hawthorne'owi, który niedawno podjął pracę w Bostonie. W tym czasie był członkiem założycielem nieformalnej grupy społecznej o nazwie Five of Clubs, do której należeli także Sumner, autor Henry Russell Cleveland (1809–1843), Cornelius Conway Felton i Henry Wadsworth Longfellow.
Hillard był pierwszym dziekanem Boston University School of Law.  Był także laureatem honorowej nagrody LL.D. z Trinity College.

## Przemówienia
Oprócz swoich oratorskich wystąpień na spotkaniach parlamentu Massachusetts, wygłosił mowę w Bostonie 4 lipca 1835 roku; przemawiał na temat „Zagrożeń i obowiązków zawodu kupieckiego” w Stowarzyszeniu Bibliotek Handlowych (1850); a także przed New York Pilgrim Society (1851). Wygłosił też pochwałę Daniela Webstera w 1852 r.

## Śmierć
Hillard zmarł w swoim domu, w dzielnicy Longwood w Bostonie 21 stycznia 1879 r.  Został pochowany na cmentarzu Mount Auburn w Cambridge.